# Allennes-les-Marais

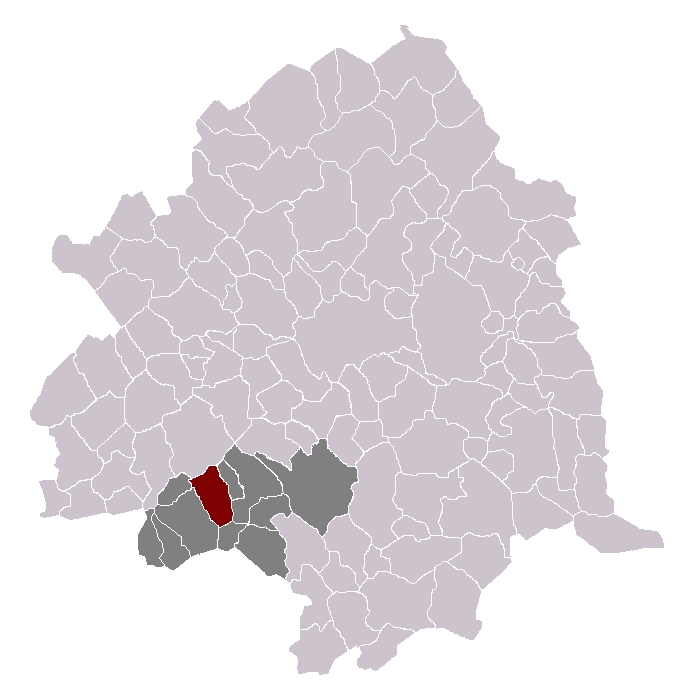
Ubicació d'Allennes-les-Marais dins el cantó i el districte

Allennes-les-Marais és un municipi francès, situat a la regió dels Alts de França, al departament del Nord. L'any 2006 tenia 3.407 habitants. Limita al nord-oest amb Don, al nord amb Wavrin, al nord-est amb Herrin, a l'oest amb Annoeullin, al sud-oest amb Annœullin i sud amb Carnin.

## Demografia
| 1962                                       | 1968  | 1975  | 1982  | 1990  | 1999  | 2006  |
| ------------------------------------------ | ----- | ----- | ----- | ----- | ----- | ----- |
| 1.658                                      | 1.837 | 1.893 | 2.426 | 2.773 | 3.234 | 3.441 |
| Des de 1962: població sense dobles comptes |       |       |       |       |       |       |

## Administració
| Període   | Identitat       | Partit |
| --------- | --------------- | ------ |
| 1947-1971 | Marcel Dubar    |        |
| 1971-1980 | Henri Bernard   | PCF    |
| 1980-2004 | Francis Debergh | PS     |
| 2004-     | Alain Dehais    | PS     |